# 착수
착수(着手)는 바둑을 둘 때 바둑판 위에 돌을 놓는 것을 말한다. 한번 착수한 돌은 돌과 손이 떨어진 순간 다른 곳으로 옮기거나 물릴 수 없다. 그리고 바둑판 위에 돌을 올려놓은 채로 움직이거나 돌을 놓았다가 떼는 행위는 반칙은 아니지만 예의에 어긋난 행동이다.
한 기사가 연속으로 두 번 착수하면 경고 없이 반칙패한다. 수를 읽다 차례를 착각해서 범하기도 하지만 기권 의사를 밝히는 방법으로 고의로 연속 착수를 하기도 한다.